# Золотарёвка (Семикаракорский район)
Золотарёвка — хутор в Семикаракорском районе Ростовской области.
Административный центр Золотарёвского сельского поселения.

## История
В составе Области Войска Донского хутор назывался Золотарёв и входил в состав юрта станицы Кочетовской. На хуторе имелась Одигитриевская церковь, построенная в 1883 году. Первым её священником был Дьяконов Федор Павлович.

## Население
| 2010 |
| ---- |
| 1355 |

## Улицы
| - ул. Вишневая, - ул. И. И. Васюкова, - ул. Коммунаров, - ул. Красноармейская, - ул. Молодёжная, | - ул. Новая, - ул. Октябрьская, - ул. Р. Ф. Горожаевой, - ул. Садовая, - ул. Сальская, | - ул. Степана Здоровцева, - ул. Степная, - пер. 1-й, - пер. 2-й, - пер. 3-й, | - пер. 4-й, - пер. 5-й, - пер. 6-й, - пер. 7-й. |

## Экономика
На землях нескольких колхозов и сельхозартелей в апреле 1957 года был образован совхоз «Золотарёвский», который в июне 1959 года был передан в Золотарёвский сельский совет Семикаракорского района. За достигнутые успехи в январе 1971 года совхоз «Золотарёвский» был награждён орденом Октябрьской Революции, а многие хуторяне были награждены правительственными наградами.
В марте 1991 года на базе 3-го отделения совхоза «Золотарёвский» было создано ОПХ «Лиманское», которое долгие годы входило в тройку лидеров района по производству сельхозпродукции.

## Известные жители
- Васюков, Иван Иосифович (1910—1988) — советский работник сельского хозяйства, Герой Социалистического Труда.
- Горожаева, Раиса Фёдоровна (1928—2011) — советский работник сельского хозяйства, Герой Социалистического Труда.
- Здоровцев, Степан Иванович (1916—1941) — советский военнослужащий, младший лейтенант, Герой Советского Союза.